# Theatron
 (mai 2017).
Theatron est un établissement dédié au public LGBT comprenant des bars gays, discothèques et boîtes de nuit. Il a été ouvert à Bogotá en 2002. Il est le centre des activités de la communauté gay de Bogotá dont il est le lieu le plus représentatif du quartier gay de Bogotá (Chapinero Alto). Theatron est considéré aujourd'hui comme un des établissements de nuit gay les plus grands d'Amérique Latine,,, et l'un des plus grands au monde,,,,,. Il peut accueillir jusqu'à 5 000 personnes le samedi soir,.
Sur les ruines d'un ancien théâtre, ce complexe abrite 13 styles et ambiances différentes, et parmi celles-ci une boîte de nuit exclusivement réservée aux femmes. La zone numéro 12 a été ouverte au public la veille du 13e anniversaire de l'établissement. L'une des ambiances est réputée pour son concours de Drag queens.